# Jüdischer Friedhof (Bílina)
Koordinaten: 50° 32′ 48″ N, 13° 46′ 0″ O

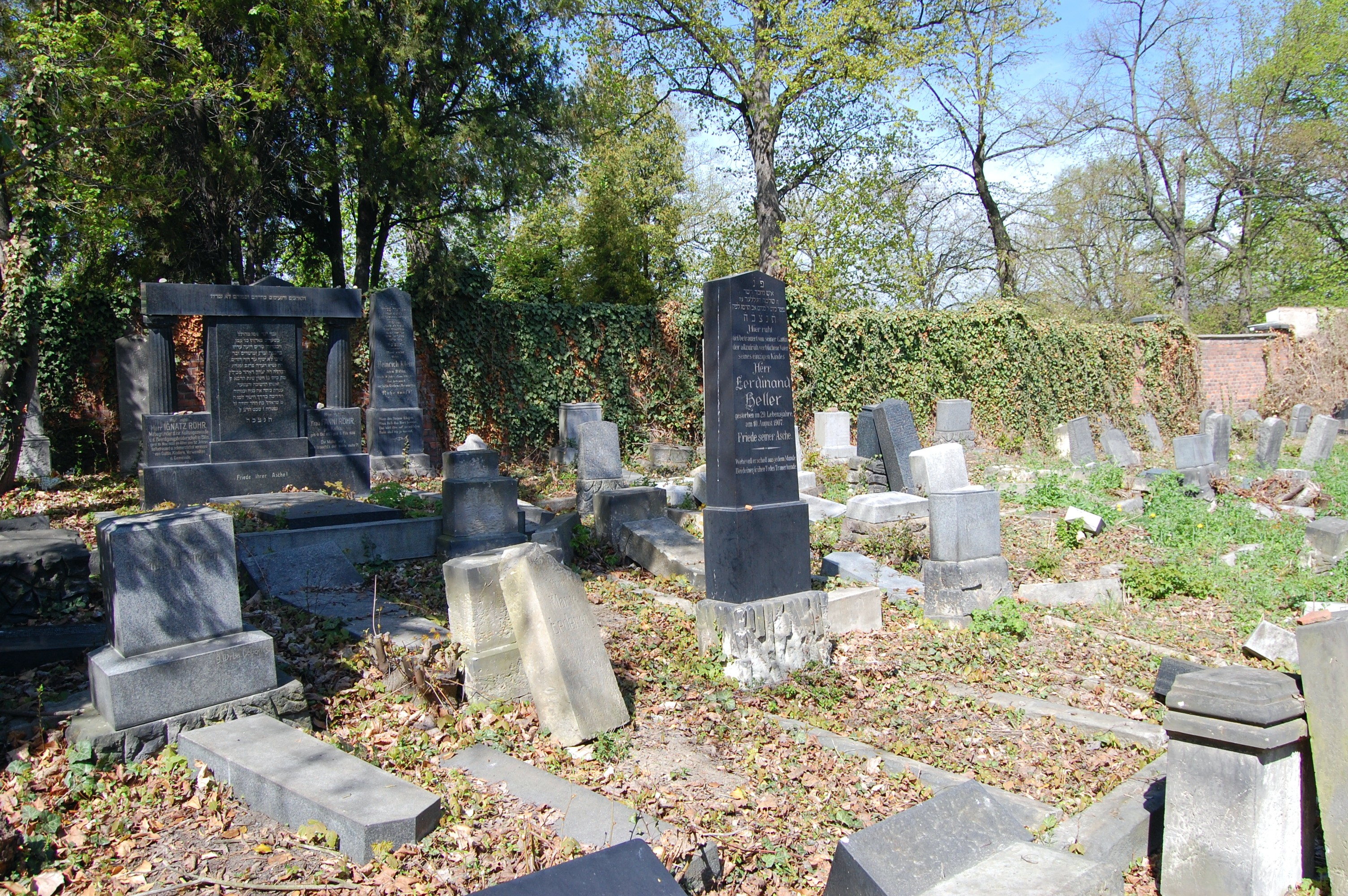
Jüdischer Friedhof in Bílina

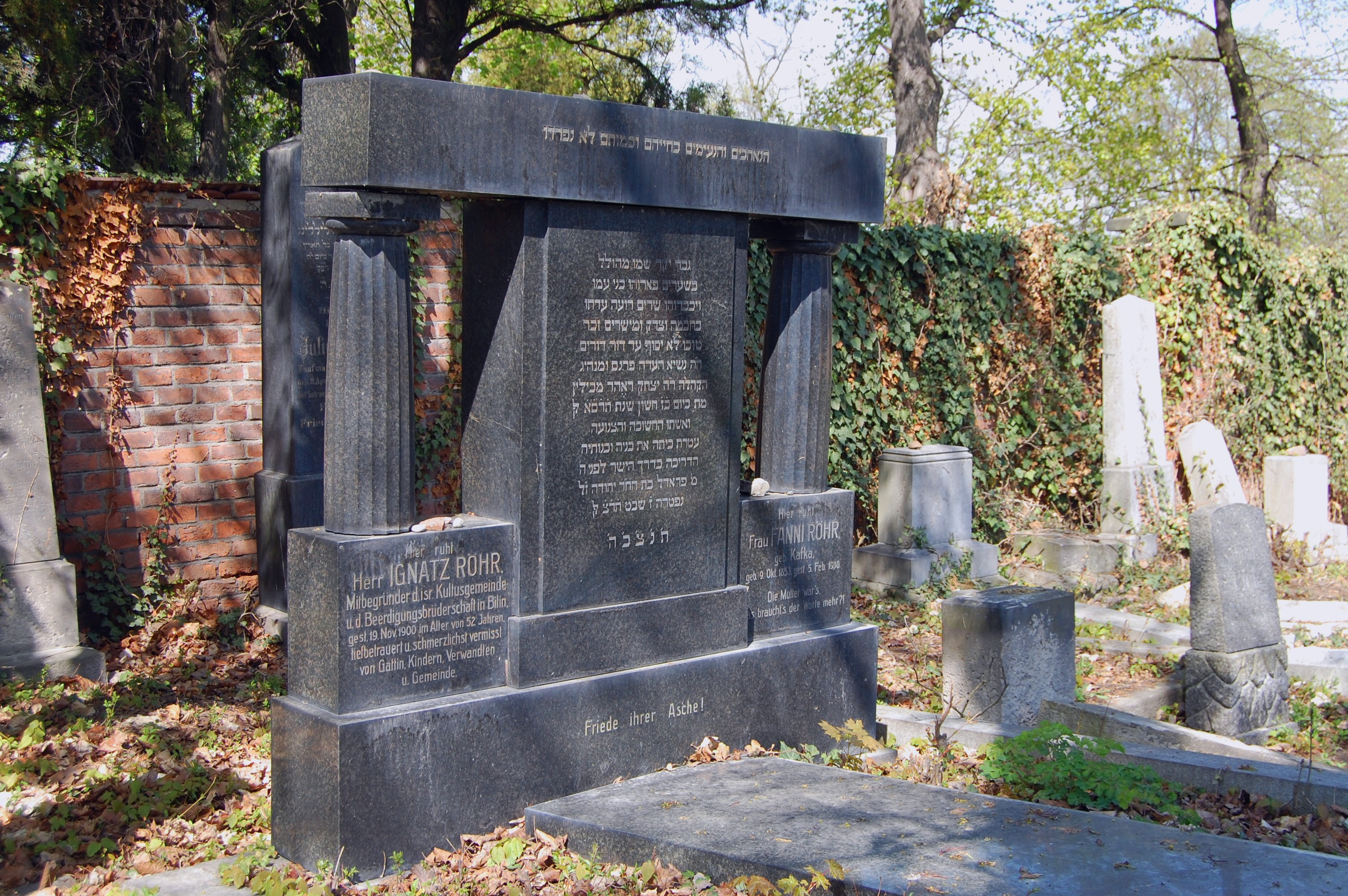
Grab der Familie Röhr; Ignatz Röhr war Mitbegründer und Vorsteher der Kultusgemeinde und der Beerdigungsbruderschaft

Der Jüdische Friedhof in Bílina (deutsch Bilin), einer Stadt im Norden Böhmens im Okres Teplice des Ústecký kraj (Tschechien), wurde im Jahr 1891 errichtet. Der jüdische Friedhof befindet sich neben dem katholischen Friedhof.

## Geschichte
Die Verstorbenen der jüdischen Gemeinde Bilin wurden bis 1892 auf dem jüdischen Friedhof in Teplitz bestattet. Der jüdische Friedhof in Bilin wurde am 5. April 1892 durch den Rabbiner Dr. Adolf Kurrein aus Teplitz eingeweiht.
Im Jahr 1895 wurde die Chewra Kadischa (Beerdigungsgesellschaft) gegründet.